# خوان کوتیلاس
خوان کوتیلاس (به انگلیسی: Juan Cutillas؛ ۲ ژوئیهٔ ۱۹۴۲ – ۷ ژوئیهٔ ۲۰۲۵) بازیکن فوتبال اهل اسپانیا بود.
از جمله باشگاه‌هایی که وی در آن‌ها بازی کرده‌است، می‌توان به باشگاه فوتبال اتلتیکو مادرید اشاره کرد.

## درگذشت
کوتیلاس، پس از تحمل یک دورهٔ بیماری، در ۷ ژوئیهٔ ۲۰۲۵، در سن ۸۳ سالگی در مالاگا، اسپانیا درگذشت.